# Andersson, Pettersson och Lundström (pjäs)
Andersson, Pettersson och Lundström är ett folklustspel i tre akter och sju tablåer av Frans Hodell, ursprungligen baserad på komedin Der böse Geist Lumpacivagabundus av Johann Nestroy.

## Historia
Pjäsen fick sin urpremiär på Södra Teatern den 14 november 1865. Huvudrollerna spelades av Frans Hodell, August Warberg, och Gustaf Bergström. Pjäsen blev en stor succé och spelades hundratals gånger på Södra Teatern. Flera andra teatrar satte också upp pjäsen med stor framgång. 
1923 filmatiserades den med Tor Weijden, Thor Modéen och Axel Ringvall i huvudrollerna.

## Handling
Pjäsen inleds i trollens rike, där trollen slår vad om människorna klarar av att bära lyckan och framgången. Tre gesäller väljs ut, den melankoliske Andersson, den fåfänge Pettersson och den festglade Lundström. De tre gesällerna träffas vid ett vägskäl, där Fortuna visar sig för dem i drömmen och avslöjar vinstnumret i Hamburgerlotteriet. Vännerna vinner högsta vinsten och börjar leva ett liv i sus och dus. Andersson räddas av kärleken och hamnar hos sin kära Fiken. De bägge andra förlorar allt de har fått.